# Векторная решётка
Ве́кторная решётка ({\displaystyle K}-линеал, пространство Риса, в ранних русскоязычных источниках — также линейная структура) — вещественное или комплексное векторное пространство, наделённое структурой алгебраической решётки. Впервые рассмотрена Рисом в 1928 году, с использованием конструкций на её основе получены важные результаты в функциональном анализе.
Векторную решётку можно определить аксиоматически на векторном пространстве {\displaystyle X} с произвольным выделенным подклассом элементов {\displaystyle X_{+}\subset X}, называемых положительными элементами ({\displaystyle 0\notin X_{+}}), посредством введения отношения частичного порядка следующим образом: {\displaystyle x>y\Leftrightarrow x-y\in X_{+}} (в этом случае {\displaystyle x\in X_{+}\Rightarrow x>0}), если при этом выполнены следующие условия:
- если {\displaystyle x>0}, то {\displaystyle x\neq 0},
- если {\displaystyle x>0} и {\displaystyle y>0}, то {\displaystyle x+y>0}
- для любых двух элементов {\displaystyle x,y\in X} существует их супремум {\displaystyle x\vee y},
- если {\displaystyle x>0} и для элемента числового поля {\displaystyle \lambda } выполнено {\displaystyle \lambda >0}, то {\displaystyle \lambda x>0}[1].

Всякая векторная решётка дистрибутивна.
Важное свойство в векторных решётках — представимость любого элемента {\displaystyle x\in X} в виде разности двух положительных элементов {\displaystyle x=x_{+}-x_{-}}, где {\displaystyle x_{+}=x\vee 0} называется положительной частью элемента {\displaystyle x}, а {\displaystyle x_{-}=(-x)\vee 0} — его отрицательной частью. В этих терминах вводится также понятие модуля элемента следующим образом: {\displaystyle |x|=x_{+}+x_{-}}, причём всегда выполнено {\displaystyle x\leqslant x_{+}\leqslant |x|}. Для ограниченности множества {\displaystyle U\in X} в векторной решётке необходима и достаточна ограниченность множества модулей его элементов {\displaystyle U^{*}=\{|x|,\,x\in U\}}.
Особый интерес в функциональном анализе представляют векторные решётки с дополнительной пространственной структурой, такие как банаховы решётки.